# Jeff Dowd
Jeff Dowd (Oakland, 20 novembre 1949) è un produttore cinematografico statunitense, membro dei Seattle Seven.
È stato in carcere per breve tempo a seguito delle violenze per la protesta contro la guerra del Vietnam.
In seguito si è spostato a Los Angeles ed è diventato un produttore indipendente; ha prodotto il primo film dei fratelli Coen, Blood Simple - Sangue facile, e anni dopo ha ispirato loro il personaggio principale del cult movie Il grande Lebowski.